# 소년24
《소년24》는 엠넷과 tvN에서 방송된 아이돌 서바이벌 프로그램이다.

## 참가자
- 이광현 (서브래퍼)
- 신규현 (리드보컬)
- 정기석 (메인보컬)
- 데이비드 신 (메인댄서, 메인보컬)
- 박도하 (메인보컬, 메인댄서)
- 이로운 (메인보컬)
- 정민환 (서브보컬, 리드댄서)
- 강산 (메인보컬)
- 김상민 (서브댄서, 보컬)
- 이상욱 (서브댄서, 보컬)
- 김성현 (메인래퍼, 리드댄서)
- 진성호 (메인래퍼, 리드댄서, 서브보컬)
- 최성환 (서브댄서, 보컬)
- 김수한 (서브댄서, 랩)
- 아이젝 (메인댄서, 서브보컬)
- 알렉스 문 (메인댄서, 서브보컬)
- 심연석 (서브댄서, 보컬)
- 정연태 (메인보컬)
- 유영두 (메인댄서, 리드보컬)
- 박용권 (서브댄서, 보컬)
- 김용현 (메인댄서, 보컬)
- 박우영 (서브댄서, 보컬)
- 이우진 (메인보컬)
- 남궁원 (메인보컬)
- 박윤솔 (랩, 리드댄서)
- 조윤형 (서브댄서, 보컬)
- 이인수 (서브래퍼)
- 이인표 (리더, 메인댄서, 리드보컬)
- 황인호 (리드보컬)
- 신재민 (메인댄서, 보컬)
- 최재현 (메인댄서, 보컬)
- 윤종혁 (메인보컬)
- 박준서 (메인댄서, 서브보컬, 서브래퍼)
- 고지형 (메인래퍼)
- 신진규 (메인댄서, 랩, 보컬)
- 탁진규 (리드보컬)
- 오진석 (메인댄서, 보컬)
- 김진섭 (리드래퍼)
- 최찬이 (서브댄서, 보컬)
- 이창민 (메인래퍼)
- 김태동 (메인댄서, 보컬)
- 김태연 (서브댄서, 보컬)
- 이해준 (서브댄서, 보컬)
- 한현욱 (메인보컬)
- 김현진 (메인보컬)
- 채호철 (리드보컬)
- 김홍인 (댄스 스포츠)
- 이화영 (메인보컬)
- 양희찬 (메인댄서, 서브보컬, 서브래퍼)

## 최종 순위
| 순위 | 이름             | 예명         | 소속사                                      | 소속그룹          |
| ---- | ---------------- | ------------ | ------------------------------------------- | ----------------- |
| 1위  | 황인호           | 인호         | 스톤뮤직, MMO, 前라이브웍스                 | IN2IT             |
| 2위  | 정연태           | 연태         | 스톤뮤직, MMO                               | IN2IT             |
| 3위  | 김리호           | 진섭         | 前MMO                                       | 前IN2IT           |
| 4위  | 김성현           | 성현         | 前MMO, 前YG, 前SC                           | 前IN2IT           |
| 5위  | 유지안, 前유영두 | 지안         | 스톤뮤직, MMO                               | IN2IT             |
| 6위  | 아이젝 부        | 아이젝       | 스톤뮤직, MMO                               | IN2IT             |
| 7위  | 진성호           | BC           | 라이브웍스                                  | 前원팀            |
| 8위  | 이인표           | 인표         | 스톤뮤직, MMO                               | IN2IT             |
| 9위  | 한현욱           | 현욱, 前라이 | 스톤뮤직, MMO, 前스타덤, 前브레이브, 前타잔 | IN2IT, 前아이렉스 |

## 동일 소재 프로그램

### 서바이벌 오디션
- 슈퍼스타K 시리즈 (Mnet)
- 스타 오디션 위대한 탄생 시리즈 (MBC 예능본부 제작)
- K팝스타 시리즈 (SBS 예능본부 제작)
- Show Me The Money 시리즈 (Mnet)
- 슈퍼스타 서바이벌 (2006, SBS 예능본부 제작)
- PRODUCE 101 (2016, Mnet)
- PRODUCE 101 시즌 2 (2017, Mnet)
- PRODUCE 48 (2018, Mnet)
- PRODUCE X 101 (2019, Mnet)
- 아이돌학교 (2017, Mnet)
- 아이돌 리부팅 프로젝트 더 유닛 (2017, KBS 예능본부 제작)
- 믹스나인 (2017, JTBC)
- 언더나인틴 (2018, MBC 예능본부 제작)
- 슈퍼밴드 (2019, JTBC)
- 보이스퀸 (2019, MBN)
- 내일은 미스트롯 (2019, TV조선 예능본부 제작)
- 내일은 미스트롯 2 (2020, TV조선 예능본부 제작)
- 내일은 미스터트롯 (2020, TV조선 예능본부 제작)
- 트롯신이 떴다 (2020, SBS 예능본부 제작)
- 트로트퀸 (2020, MBN)
- I-LAND (2020, Mnet)
- 트로트의 민족 (2020, MBC 예능본부 제작)
- 트롯 전국체전 (2020, KBS 예능본부 제작)
- 보이스킹 (2021, MBN)

### 트로트 소재 예능
- 트로트 엑스 (2014, Mnet)
- 놀면 뭐하니? - 뽕포유 (2019, MBC 예능본부)
- 나는 트로트 가수다 (2020, MBC 에브리원)
- 트롯신이 떴다 (2020, SBS 예능본부 제작)
- 보이스 트롯 (2020, MBN)